# 江良萌香
江良 萌香（えら もえか、1998年6月30日 - ）は、日本の女子バスケットボール選手である。ポジションはシューティングガード。Wリーグの富士通レッドウェーブ所属。

## 来歴
聖カタリナ学園高校でインターハイ・ウィンターカップ3位。
卒業後の2017年、アイシン・エィ・ダブリュ ウィングス（当時）に加入。同年のU19ワールドカップ日本代表にも選出され4位。
2022年、富士通レッドウェーブに移籍。移籍直後はスターターとして活躍したものの、2024-25シーズンは先発出場の機会に恵まれず1試合平均3.5得点にとどまった。
2025年オフ、現役引退。

## 日本代表歴
- 2017年U19ワールドカップ